# Иммуноферментный анализ

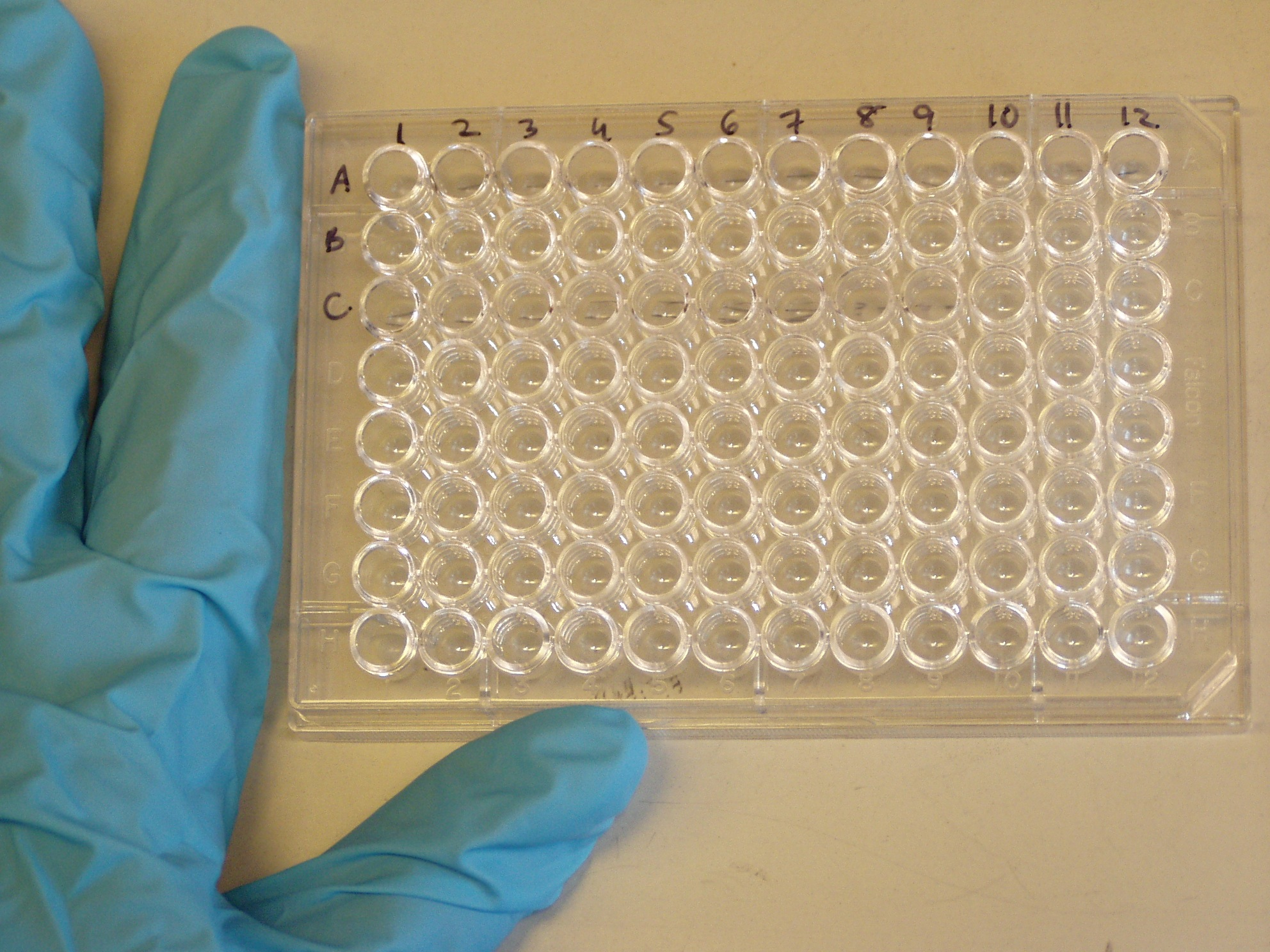
96-луночный микропланшет, используемый для ИФА.

Иммуноферментный анализ (сокращённо ИФА, англ. enzyme-linked immunosorbent assay, ELISA) — лабораторный иммунологический метод качественного или количественного определения различных низкомолекулярных соединений, макромолекул, вирусов и пр., в основе которого лежит специфическая реакция антиген-антитело. Выявление образовавшегося комплекса проводят с использованием фермента в качестве метки для регистрации сигнала. Теоретические основы ИФА опираются на современную иммунохимию и химическую энзимологию, знание физико-химических закономерностей реакции антиген-антитело, а также на основные принципы аналитической химии.
ИФА является одним из наиболее активно развивающихся направлений химической энзимологии. Это обусловлено тем, что в ИФА уникальная специфичность иммунохимической реакции (то есть антитела связываются исключительно с определёнными антигенами, и ни с какими другими) сочетается с высокой чувствительностью детекции ферментативной метки (вплоть до 10−21 моль в образце). Высокая стабильность реагентов, простота методов регистрации, возможность создания каскадных систем усиления различных химических сигналов, относительно низкая цена и многие другие достоинства метода ИФА способствовали его широкому внедрению в различные области медицины, сельское хозяйство, микробиологическую и пищевую промышленность, охрану окружающей среды, а также в научные исследования.

## Теоретические основы
Из-за разнообразия объектов исследования — от низкомолекулярных соединений, пептидных и стероидных гормонов, фармакологических препаратов, пестицидов, до вирусов и бактерий, и даже до других антител, — многообразия принципов связывания и многообразия условий проведения ИФА существует большое количество вариантов этого метода. По одним лишь вариантам регистрации ферментативной активности возможно применение фотометрических, флуорометрических, био- и хемолюминесцентных методов, а в ряде случаев (особенно связанных с решением технологических задач) успешно применяются электрохимические и микрокалориметрические датчики.

### Физико-химические основы взаимодействия
Иммунохимическая реакция в растворе протекает в несколько стадий, первой из которых является обратимое образование комплекса между антителами и антигенами состава 1:1 (вследствие наличия в молекуле антител более одного центра связывания для поливалентных антигенов возможно дальнейшее многостадийное образование сложных комплексов с различным соотношением компонентов). Образование комплекса обеспечивается гидрофобными, ионными, ван-дер-ваальсовыми и водородными связями. Наиболее существенную роль играют силы гидрофобного взаимодействия, которые стабилизируют всю систему (уменьшают её свободную энергию при одновременном увеличении энтропии). Эффективность таких взаимодействий возрастает с повышением температуры.
В простейшем случае взаимодействие одного центра связывания антитела (AT) с одновалентным антигеном (AG) может быть представлено схемой
{\displaystyle AG+AT\rightleftharpoons AG\times AT}.
С количественной стороны специфичность взаимодействия антиген-антитело характеризуется через аффинность антител или равновесную константу образования иммунокомплекса Ka (внутреннюю аффинность, л/моль):
{\displaystyle Ka={\frac {[AG\times AT]}{[AG]\times [AT]}}},
где [AG], [AT] и [AG × AT] — равновесные концентрации свободного антигена, свободного антитела и комплекса антиген-антитело соответственно. На практике часто используют равновесную константу диссоциации комплекса Kd (моль/л), связанную с Ka простым соотношением
{\displaystyle Kd={\frac {1}{Ka}}}
Очевидно, что чем меньше Kd (или же, наоборот, больше Ka), тем прочнее образующийся иммунокомплекс.
Константа комплексообразования является термодинамическим параметром, характеризующим изменение свободной энергии взаимодействия антиген-антитело, которое может быть рассчитано по формуле:
{\displaystyle \Delta F=-RT\ln Ka},
где R — газовая постоянная, T — абсолютная температура. Общее изменение свободной энергии при комплексообразовании складывается из двух термодинамических величин — изменений энтальпии и энтропии:
{\displaystyle \Delta F=\Delta H-T\Delta S}.
Реакция антиген-антитело протекает с выделением теплоты, но, как правило, изменение энтальпии невелико и составляет около 40 кДж/моль. Изменение энтропии в большинстве случаев положительно, так как активные центры антител в свободном виде доступны растворителю и гидратированы, а при взаимодействии с антигеном из них высвобождаются связанные молекулы воды, что приводит к уменьшению общей упорядоченности системы. Таким образом, говоря об иммунологической специфичности антител, всегда проводят сравнительную оценку эффективности антиген-антитело, которое характеризуется константой равновесия или изменением свободной энергии системы при комплексообразовании.

### Взаимодействие антигена с субпопуляцией антител
Ранее для количественного описания эффективности взаимодействия антиген-антитело за основу была взята простая модель взаимодействия одновалентного антигена и одновалентного антитела. Но так как молекула антитела имеет несколько антигенсвязывающих центров и, кроме того, способна взаимодействовать с несколькими антигенными детерминантами одной молекулы антигена, то такая характеристика образования иммунохимического комплекса является весьма упрощённой. Для описания более близкого к реальности процесса взаимодействия поливалентного антитела с поливалентным антигеном введён термин авидность, или функциональная аффинность (функциональное сродство). С биологической точки зрения именно функциональная аффинность играет основную роль в иммунном ответе на инфицирование организма вирусами или бактериями, имеющими на своей поверхности повторяющиеся антигенные детерминанты.
Процесс образования комплекса антиген-антитело состава 1:1, в котором реализуются поливалентные взаимодействия, также является обратимым и может быть охарактеризован константой комплексообразования. С энергетической точки зрения образование поливалентного комплекса намного выгоднее, чем моновалентного. Например, эффективная константа комплексообразования IgG может в 1000 и более раз превышать константу одиночных связей.

### Каталитические свойства ферментов
Весьма важной и часто используемой на практике характеристикой ферментов является их каталитическая активность. За единицу каталитической активности (1 каталь) любого фермента принимают такое его количество, которое катализирует превращение 1 моль субстрата в 1 с в реакционной смеси при определённых условиях. Для практических целей наиболее удобным является нанокаталь (10−9 кат). Однако до сих пор часто употребляется старое обозначение каталитической активности, известное как международная единица (МЕ, англ. U), определённое как количество фермента, катализирующее превращение 1 мкмоль субстрата в 1 мин. Соотношение между этими единицами следующее:
1 нкат = 10−9 кат = 0,06 U.
Для сравнительной оценки различных препаратов фермента часто используют удельную каталитическую активность, то есть каталитическую активность, отнесённую к единицу массы белка.
На скорость ферментативной реакции оказывают влияние различные факторы, среди которых основными являются:
1. температура,
2. природа и pH буфера,
3. субстраты,
4. коферменты,
5. эффекторы,
6. количество белка в системе.

Температурные зависимости имеют сложный вид, что обусловлено как термолабильностью белковых молекул, так и влиянием температуры на константы Михаэлиса, константы скоростей распада отдельных фермент-субстратных комплексов и положение pH-оптимума. В области низких температур, когда структура активного центра достаточно стабильна, константа скорости распада фермент-субстратного комплекса описывается уравнением типа Аррениуса.
Диапазон pH-оптимума активности может быть весьма узким. Он зависит от ионной силы и вида используемого буфера, меняется с температурой. Например, для щелочной фосфатазы pH-оптимум при температурах 37, 30 и 25 °C составляет 9,9; 10,1 и 10,3 соответственно.
Определяемая каталитическая активность сильно зависит от используемого субстрата, которые могут быть как природными, так и синтетическими, при этом скорости их превращения также значительно варьируют. Например, фермент β-D-галактозидаза гидролизует синтетические субстраты 2-нитрофенил-β-D-галактозид и 4-нитрофенил-β-D-галактозид соответственно в 7 и 17 раз быстрее, чем естественный субстрат лактозу.
К эффекторам относят как ингибиторы, так и активаторы ферментативных реакций, то есть вещества, оказывающие замедляющее или ускоряющее действие на превращение субстрата. В некоторых случаях для ферментативных реакций наблюдается ингибирование высокими концентрациями субстрата или одним из продуктов реакции. Наличие в реакционной среде эффекторов может приводить к нежелательному отклонению скорости ферментативной реакции от линейной зависимости с количеством фермента в системе.

### Экспериментальные методы определения ферментативной активности

##### Фотометрический метод
В ИФА наибольшее распространение получил фотометрический метод регистрации активности ферментов. В качестве субстратов ферментов при этом используют такие вещества, продукты превращения которых являются окрашенными соединениями или, наоборот, окраска самих субстратов изменяется в процессе реакции. Окрашенные соединения поглощают видимый свет, то есть электромагнитное излучение с длинами волн 400—700 нм. Поглощение света подчиняется закону Бугера-Ламберта-Бера, в соответствии с которым оптическая плотность раствора в определённом диапазоне прямо пропорциональна концентрации вещества. Для измерения оптической плотности используется спектрофотометр.

##### Флуориметрический метод
В последнее время в ИФА получили распространение субстраты, которые образуют продукты, регистрируемые флуориметрическим методом. Молекула при поглощении фотона переходит из основного электронного состояния в возбуждённое. Возбуждённая молекула может вернуться в основное состояние, при этом избыток энергии перейдёт в теплоту, но может произойти обратный процесс перехода электрона на основной уровень, сопровождающийся выделением кванта света, который носит название флуоресценции. Благодаря частичной потере энергии при переходе молекулы из возбуждённого состояния в основное длина волны испускаемого света всегда больше длины волны поглощаемого света. Долю молекул, перешедших из возбуждённого состояния в основное с испусканием света, определяет квантовый выход Φ. Интенсивность флуоресценции пропорциональна количеству света, адсорбированного образцом. Таким образом, она прямо пропорциональна концентрации растворённого вещества и абсолютному значению начальной интенсивности света, в то время как в фотометрии сравниваются относительные интенсивности, адсорбированные образцом. Этот факт позволяет на 1-2 порядка повысить чувствительность определения вещества в растворе флуориметрическим методом по сравнению с фотометрическим.

##### Биолюминесценция и хемилюминесценция
В качестве детектирующих систем в ИФА нашли применение ферментативные реакции, энергия которых реализуется в виде светового излучения — реакции био- и хемилюминесценции. За скоростью таких реакций следят по интенсивности свечения реакционной системы, регистрируемой с помощью люминометра. Реакции биолюминесценции катализируются люциферазами светляков и бактерий, а реакция окисления циклических гидразидов перекисью водорода (реакция хемолюминесценции) катализируется пероксидазой хрена.

##### Электрохимический метод
Известны также электрохимические способы определения активности ферментов, используемых в качестве меток в иммуноанализе. Такие датчики позволяют определить скорость ферментативных реакций в мутных средах и удобны для создания проточных иммуноферментных ячеек.
В иммуноферментных методах анализа в качестве метки антигенов и антител могут использоваться как ферменты, так и их субстраты. Если меткой служит молекула фермента, то выбранный способ детекции должен обеспечивать регистрацию сигнала, пропорционально зависимого от концентрации фермента, а в случае применения в качестве метки субстрата — от концентрации субстрата. В первом случае фермент выполняет роль маркёра (он ковалентно связан с молекулой антигена или антитела), во втором — детектора (свободный фермент). После проведения всех иммунохимических стадий любого метода ИФА необходимо установить концентрацию меченного ферментом компонента иммунохимической реакции, то есть определить каталитическую активность фермента в пробе. По наблюдаемой скорости реакции судят о концентрации фермента-маркёра в системе. ИФА всегда строится на сравнительном определении в идентичных условиях стандартного и измеряемого образца, в связи с чем требование пропорциональности скорости и концентрации является скорее желательным, чем обязательным. Достаточным является существование взаимно однозначного соответствия между количеством образовавшегося продукта ферментативной реакции и количеством фермента в системе. Однако же, выполнение условия пропорциональности в определённом диапазоне концентраций обеспечивает бо́льшую точность эксперимента и позволяет построить теоретическую модель с описанием метода для его оптимизации.

### Ферменты, используемые в ИФА в качестве меток
Принципиальная возможность применения ферментов в качестве меток в ИФА обусловлена чрезвычайно высокой чувствительностью регистрации ферментов в растворе. Если обычными спектрофотометрическими или флуориметрическими методами можно зарегистрировать образование продукта в концентрации 10−7 моль/л, то концентрация фермента составит при этом 10−13 моль/л. Причём принципиально возможным является значительное уменьшение пределов обнаружения ферментов как за счёт увеличения времени ферментативной реакции, так и увеличения чувствительности регистрации образовавшегося продукта. В этой связи перспективными являются люминесцентные методы детекции ферментативных реакций, а также методы, основанные на ферментативном усилении детекции продуктов первичной ферментативной реакции («каскады»).
К выбору ферментных меток в ИФА предъявляется ряд общих требований. Основными являются следующие:
1. высокая специфичность и удельная каталитическая активность, позволяющая обнаружить метку в низких концентрациях;
2. доступность фермента, возможность получения достаточно чистых ферментных препаратов, сохраняющих высокую активность после химической модификации при получении конъюгата с антигенами или антителами;
3. стабильность в оптимальных условиях взаимодействия антигена с антителом;
4. простота и чувствительность метода определения концентрации фермента.

Наибольшее распространение в гетерогенном ИФА (где используются реагенты, иммобилизированные на поверхности твёрдых носителей) получили пероксидаза хрена, щелочная фосфатаза и β-D-галактозидаза. Все три фермента определяются на уровне пикомолярных концентраций.
Наиболее доступной является пероксидаза хрена. Она содержит легко окисляемые перйодатом углеводные остатки, через которые может осуществляться связывание фермента с антителами или антигенами. В состав субстратной системы для измерения активности пероксидазы фотометрическим способом входят хромогены, дающие при окислению перекисью окрашенные соединения.
Каталитическую активность глюкозооксидазы регистрируют с теми же хромогенами, что и активность пероксидазы, однако чувствительность её определения по сравнению с пероксидазой несколько ниже. Основным достоинством фермента служит полное отсутствие его в плазме крови, что даёт возможность использования этого фермента в гомогенных методах ИФА (реагенты для всех стадий ИФА находятся в водном растворе).
Щелочная фосфатаза и её конъюгаты имеют высокую стабильность и низкий предел обнаружения, однако имеет относительно высокую стоимость. Разработаны сверхчувствительные ферментативные системы, позволяющие детектировать в растворе до нескольких тысяч молекул щелочной фосфатазы, основанные на использовании в качестве субстрата молекулы НАДФ. Образующийся в результате ферментативного гидролиза продукт НАД определяется в ферментативной системе регенерации кофактора.
β-D-Галактозидаза является также широко используемым ферментом как в гомогенном, так и в гетерогенном ИФА. Она катализирует гидролиз лактозы с образованием глюкозы и галактозы. Если вместо природного субстрата взять 4-метилумбеллиферил-β
-D-галактозид, при гидролизе образуются галактоза и 4-метилумбеллиферон, регистрируемый флуориметрически.
Во всех коммерческих тест-системах используется пероксидаза хрена, выбор которой определяется её высокой удельной каталитической активностью, доступностью, стабильностью, простотой детекции. В качестве субстратного реагента наиболее часто применяется орто-фенилендиамин (ОФД) или тетраметилбензидин (ТМБ) с перекисью водорода, продукт окисления которых регистрируется фотометрически. Для остановки ферментативной реакции применяют «стоп реагент», который добавляют во все исследуемые и контрольные пробы в равных количествах. Наиболее часто в качестве «стоп реагента» применяют серную кислоту. Учёт результатов проводят спектрофотометрически при длине волны 450—490 нм.

## Классификация методов ИФА
К настоящему времени разработано большое число различных вариантов проведения ИФА, имеющих как принципиальные, так и второстепенные отличия. Единая чёткая классификация всего многообразия методов ИФА в литературе отсутствует, что затрудняет выявление общих закономерностей и проведение сравнительной оценки возможностей различных методов. Обычно рассмотрение методов ИФА осуществляется с позиций разделения на гетерогенные и гомогенные, то есть по принципу проведения всех стадий анализа с участием твёрдой фазы или же только в растворе.
Первичным процессом в ИФА является стадия «узнавания» анализируемого соединения специфическим к нему антителом. Так как процесс образования иммунохимических комплексов происходит в строго количественном соотношении, обусловленном аффинностью, концентрациями компонентов и условиями реакции, то достаточным для определения исходной концентрации анализируемого соединения является количественная оценка образовавшихся иммунных комплексов. В случае анализа антигенов для проведения такой оценки существует два подхода:
1. прямое измерение концентрации образовавшихся комплексов;
2. определение концентрации оставшихся свободными (не вступивших в реакцию) антител.

Очевидно, что в последнем случае число образовавшихся иммунных комплексов определяется по разности общего числа добавленных антител и числа антител, оставшихся свободными.
Классические методы ИФА основаны на образовании антителами в присутствии антигена преципитата (осадка), однако для визуальной регистрации процесса преципитации необходимы высокие концентрации компонентов и длительное время проведения реакции. К тому же, результаты такого анализа не всегда можно однозначно интерпретировать и в большинстве случаев они носят качественный или полуколичественный характер. Кроме того, для многих одновалентных антигенов (гаптенов), например, гормонов и лекарственных соединений, эти методы непригодны. Индикация образовавшегося комплекса антиген-антитело в растворе может быть осуществлена, если в один из исходных компонентов реакционной системы ввести метку, которая легко детектируется соответствующим высокочувствительным физико-химическим методом. Весьма удобными для этой цели оказались изотопные, ферментные, флуоресцентные, парамагнитные метки, использование которых дало возможность увеличить чувствительность иммунохимических методов в миллионы раз, а время анализа уменьшить до нескольких часов. Так как процесс комплексообразования происходит в строго количественном отношении, то концентрация метки, входящей в состав комплекса, однозначно связана с исходной концентрацией антигена.

### Гетерогенный ИФА в микропланшетном формате
Для осуществления анализа эффективности комплексообразования необходимо провести полную очистку комплексов от свободных компонентов. Эту задачу оказалось легко решить, если один из компонентов пары антиген-антитело прочно связать (иммобилизировать) на твёрдом носителе. Иммобилизация позволяет предотвратить агрегацию в растворе и осуществить физическое разделение образующихся комплексов от свободных компонентов. Использование иммобилизации антител на твёрдом носителе положило начало методам твердофазного (гетерогенного) ИФА.
Особую значимость для широкого внедрения твердофазного ИФА в практику имела разработка в качестве носителей для сорбционной иммобилизации антител и антигенов специальных полистирольных плат, содержащих 96 лунок. Факт сорбции антител на поверхности полистирола был установлен в середине 60-х годов и использован первоначально в методах радиоиммунологического анализа (РИА). Введение полистирольных плат в практику ИФА позволило значительно увеличить число проводимых анализов и упростить методическую процедуру его выполнения. Были сконструированы специальные приборы, позволяющие автоматизировать стадии добавления реагентов, промывки и осуществлять одновременную регистрацию каталитической активности фермента-метки в каждой из лунок планшеты.
Гетерогенный (твердофазный) ИФА в микропланшетном варианте получил наибольшее распространение в тест-системах для клинических лабораторных исследований. В качестве твёрдой фазы используется поверхность лунок полистиролового микропланшета, на которую адсорбированы входящие в состав тест-системы известные антигены или антитела (называемые в этом случае иммуносорбентом). В ходе специфической реакции иммуносорбента с определяемыми в исследуемом образце антителами или антигенами образуются иммунные комплексы, которые оказываются фиксированными на твёрдой фазе. Субстанции, не участвовавшие в реакции, а также избытки реагентов, удаляются при многократной промывке. Используют конъюгаты — антитела к выявляемому веществу, соединённые со специфической меткой (например, фермент пероксидазой хрена, щелочная фосфатаза, β-D-галактозидаза, рутений или флуоресцеин), которая является катализатором ферментативной реакции. Такая схема позволяет упростить процесс эффективного разделения компонентов реакции.

#### Неконкурентные методы ИФА
Если в системе присутствуют только анализируемое соединение и соответствующие ему центры связывания (антиген и специфические антитела), то метод является неконкурентным.

##### Прямой неконкурентный ИФА
Используется для определения антигена. Может выполняться двумя способами. В первом вносимый материал (антиген) закрепляется во время инкубации на поверхности чистых лунок. Количество исследуемого материала детектируется с помощью конъюгата. Во втором антитела иммобилизируют на лунке и детектируют исследуемое вещество, заранее меченное ферментом.

Структура анализа.

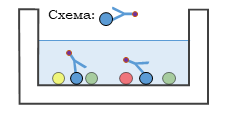
Принцип прямого ИФА
разноцветные круги — различные антигены из внесённой в лунку сыворотки;
Y с лиловой точкой — антитела, меченные ферментом, обеспечивающим цветовую реакцию (конъюгат).

Биологический материал (кровь, соскобы со слизистых, мазки) помещается в чистые лунки на некоторое время (обычно 15—30 минут), достаточное, чтобы антигены могли приклеиться к поверхности лунок.
Далее в лунки добавляют меченные антитела к выявляемому антигену (конъюгат). Это значит, что выявляя антигены, например, сифилиса, добавляются антитела против антигенов сифилиса. Данную смесь оставляют на некоторое время (от 30 минут до 4—5 часов), чтобы антитела конъюгата смогли найти и связаться со «своим» антигеном. Чем больше в биологической пробе антигенов, тем больше антител свяжется с ними. Поскольку антитела добавляются в избытке, то не все они свяжутся с антигенами, а если антигена вообще нет в пробе, то, соответственно, ни одно антитело не свяжется с искомым антигеном. Для того чтобы убрать «лишние» антитела, содержимое из лунок выливают (или вымывают методом декантации). В результате остаются только те, которые связались с антигенами, «приклеенными» к поверхности лунок.
Следующий этап — ферментативная реакция. В промытые лунки добавляют раствор с ферментом и оставляют на 30—60 минут. Данный фермент имеет сродство к веществу (специфической метке), с которым связаны антитела. Фермент проводит реакцию, в результате которой эта специфическая метка (субстрат) превращается в окрашенное вещество (продукт).
Краткий принцип: (Антиген)—Антитело*

Поскольку добавленная специфическая метка связана с антителами при первом способе или с меченным антигеном при втором, значит, концентрация окрашенного продукта реакции равна концентрации аналита.

##### Непрямой неконкурентный ИФА
Используется для определения антител. В лунки, на твёрдой поверхности которых предварительно сорбирован антиген, вносится исследуемый биологический материал (чаще всего сыворотка или плазма крови человека), содержащий или не содержащий антитела к антигену. Количество связавшихся антител детектируется с помощью конъюгата к ним.

Структура анализа.

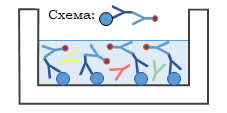
Принцип непрямого неконкурентного ИФА
синие круги — антиген, иммобилизированный на поверхности лунки;
Y, Y, Y, Y — антитела из внесённой в лунку сыворотки;
Y с лиловой точкой — антитела, меченные ферментом, обеспечивающим цветовую реакцию (конъюгат).

Исследуемые антитела из внесённого образца биологического материала во время инкубации связываются с антигеном и таким образом иммобилизируются на поверхности лунки. Несвязавшиеся антитела удаляют отмыванием.
В лунку вносят конъюгат, способный связаться с антителом, иммобилизированном на первой стадии. Если в ячейке имеются образовавшиеся на первой стадии иммунные комплексы, то конъюгат соединяется с ними во время второй инкубации, а несвязавшийся конъюгат удаляется последующим отмыванием.
Далее в лунку добавляется субстратно-хромогенный реагент, который превращается в окрашенный продукт под влиянием ферментного компонента конъюгата.
Краткий принцип: Антиген—(Антитело)—Антитело*

Таким образом, отличие от прямого метода состоит в том, что исследуемый аналит (антитела) связывается не с поверхностью чистой лунки, а с иммобилизированным на планшете антигеном.

##### «Сэндвич»
Используется для определения антигена. «Сэндвич» является вариантом непрямого неконкурентного гетерогенного ИФА, в котором на планшете иммобилизируют первичные антитела.

Структура анализа.

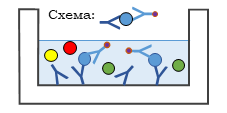
Принцип непрямого неконкурентного ИФА «сэндвич»
разноцветные круги — различные антигены из внесённой в лунку сыворотки;
Y — антитела, иммобилизированные на поверхности лунки;
Y с лиловой точкой — антитела, меченные ферментом, обеспечивающим цветовую реакцию (конъюгат)

К носителю с иммобилизованными антителами добавляют раствор, содержащий анализируемый антиген. В процессе инкубации на первой стадии на твердой фазе образуется комплекс антиген-антитело.
Затем носитель отмывают от несвязавшихся компонентов и добавляют конъюгат.
После вторичной инкубации и удаления избытка конъюгата определяют ферментативную активность носителя, которая пропорциональна начальной концентрации исследуемого антигена. Ферментативная реакция (цветная реакция) проходит в присутствии перекиси водорода и субстрата, представленного неокрашенным соединением, которое в процессе пероксидазной реакции окисляется до окрашенного продукта реакции на заключительном этапе проведения исследования. Интенсивность окрашивания зависит от количества выявленных специфических антител.
Результат оценивается спектрофотометрически или визуально.
Краткий принцип: Антитело—(Антиген)—Антитело*

На стадии выявления специфического иммунокомплекса антиген оказывается как бы зажатым между молекулами иммобилизованных и меченных антител, что послужило поводом для широкого распространения названия «сэндвич»-метод. По аналогичной схеме работают и тест-системы для определения антител, но в качестве иммуносорбента в них используется антиген, а конъюгат содержит раствор антигена, меченного ферментом.
«Сэндвич»-метод может быть использован для анализа только тех антигенов, на поверхности которых существуют, по крайней мере, две пространственно удалённые антигенные детерминанты. На этом формате основано большое количество тест-систем для иммуноферментной диагностики различных инфекций: ВИЧ-инфекция, вирусные гепатиты, цитомегаловирусная, герпесная, токсоплазменная и другие инфекции.
В настоящее время получили распространение тест-системы с использованием стрептавидина и биотинилированных моноклональных антител (которые представляют собой смесь высокоочищенных специфичных моноклональных антител к различным эпитопам). Стандарты, контроли и пробы пациентов добавляются в микроячейки, покрытые стрептавидином, затем добавляют биотинилированные антитела, и конъюгат. После перемешивания результатом реакции становится образование «сэндвич»-комплекса, который связывается со стрептавидином в ячейках. Несвязавшиеся компоненты удаляются промывкой. После инкубации с субстратным раствором фотометрически определяется оптическая плотность растворов в лунках. Особенностью таких систем является отдаление ферментной реакции от стенки планшета, поэтому окраска развивается в объёме и тест-система аналитически становится более чувствительной.

#### Конкурентные методы ИФА
Если на первой стадии в системе одновременно присутствует анализируемое соединение и его аналог (меченное ферментом анализируемое соединение или анализируемое соединение, иммобилизованное на твердой фазе), конкурирующие за ограниченное количество центров специфического связывания, то метод является конкурентным. Анализ этого типа часто используют для определения антигенов, присутствующих в высоких концентрациях или гормонов, имеющих только один антиген-связывающий центр.
Конкурентный метод ИФА подразделяется на несколько видов: по типу детекции (прямой или косвенный) и по типу иммобилизованного на твердой фазе вещества (антиген или антитело).

##### Прямой конкурентный ИФА
Используется для определения антигена или антитела. Если определяют антиген, прямой конкурентный формат ИФА использует иммобилизованные на твердой фазе специфические антигены. При внесении исследуемого образца и конъюгата, последний конкурирует за связывание с присутствующими в образце (растворёнными) и с иммобилизированными антигенами.

Структура анализа.

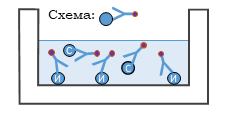
Принцип прямого конкурентного ИФА
синие круги с буквой И — антиген, иммобилизированный на поверхности лунки;
синие круги с буквой C — антиген из исследуемого образца, свободно плавающий в растворе;
Y с лиловой точкой — антитела, меченные ферментом, обеспечивающим цветовую реакцию (конъюгат).

В лунку планшета, на поверхности которой сорбированы антигены, вносят исследуемый образец (сыворотку или плазму крови человека) и конъюгат. После инкубирования образуются иммунные комплексы антиген-конъюгат, то есть и иммобилизованные, и свободные антигены становятся связанными через конъюгат с ферментной меткой. Планшет промывают, удаляя свободные антигены образца и вместе с ними — часть связанных меток. Чем больше немеченных иммобилизованных антигенов осталось в лунке, тем больше была конкуренция за конъюгат с антигенами в исследуемом образце, то есть образец содержал много антигенов.
Далее, после отмывки носителя от не связавшихся компонентов, добавляют субстрато-хромагенный реагент и регистрируют ферментативную активность образовавшихся на твёрдой фазе специфических иммунных комплексов.
Краткий принцип: Антиген(И)—Антитело* ― Антиген(С)—Антитело* (последний удаляется)

Таким образом, величина детектируемого сигнала, получаемого прямым конкурентным ИФА, находится в обратной зависимости от концентрации антигена.
Для обнаружения антител выполняют аналогичный вариант прямого конкурентного ИФА с иммобилизованным на твёрдой фазе антителом.
Преимуществом прямой схемы является небольшое число стадий, что позволяет легко автоматизировать анализ. К недостаткам схемы относятся сложность методов синтеза ферментных конъюгатов, а также возможное влияние компонентов образца на активность фермента.

##### Непрямой (косвенный) конкурентный ИФА
Используется для определения антигена. Частично аналогичен прямому конкурентному способу, антиген также иммобилизирован на твёрдой фазе и в свободном виде присутствует с исследуемом образце. Далее добавляют первые антитела, которые конкурируют за связывание либо с антигеном из сыворотки крови испытуемого (свободные, удаляются при отмывке), либо с антигеном, иммобилизированном на твёрдой фазе (при отмывке не удаляются). Далее к связавшимся антителам присоединяется конъюгат меченых антител к антителам (вторичные антитела) и определяется оптическая плотность. То есть если во внесённом образце вообще нет измеряемого вещества, все антитела свяжутся с антигеном, иммобилизированном на поверхности лунки, при отмывке они останутся в лунке, и детектируемый сигнал будет высоким. В случае, если в сыворотке испытуемого окажется много измеряемого вещества (оно будет находиться в растворе в свободном состоянии), большая часть антител свяжутся с этим веществом, а малая часть — с иммобилизированным; свободные антитела будут удалены при отмывке, и детектируемый сигнал дадут только антитела, связанные с иммобилизированным в лунке антигеном — он окажется низким, поскольку часть антител удалена при отмывке.

Структура анализа.

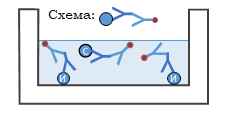
Принцип непрямого конкурентного ИФА
синие круги с буквой И — антиген, иммобилизированный на поверхности лунки;
синие круги с буквой C — антиген из исследуемого образца, свободно плавающий в растворе;
Y — немеченые антитела, специфические к конкретному антигену;
Y с лиловой точкой — вторичные антивидовые антитела, меченные ферментом, обеспечивающим цветовую реакцию (конъюгат).

В лунку планшета, на поверхности которой сорбированы антигены, вносят исследуемый образец (сыворотку или плазму крови человека) и первые антитела, немеченые. После инкубирования образуются иммунные комплексы антиген-антитело, то есть и иммобилизованные, и свободные антигены становятся связанными с антителами.
После удаления не связавшихся компонентов добавляют фиксированное количество конъюгата (в данном случае, меченых вторичных антивидовых антител).
После инкубации и отмывки носителя детектируют ферментативную активность образовавшихся на твёрдой фазе специфических иммунных комплексов.
Краткий принцип: Антиген(И)-Антитело1-Антитело2* ― Антиген(С)-Антитело1-Антитело2* (последний удаляется)

Величина детектируемого сигнала также, как и при использовании прямого конкурентного метода, находится в обратно-пропорциональной зависимости от концентрации определяемого антигена.
Применение универсального реагента — меченых антивидовых антител — даёт возможность выявлять антитела к разным антигенам. Кроме того, анализируемый образец и меченый реагент вводятся в систему на разных стадиях, что устраняет влияние различных эффекторов, содержащихся в образце, на каталитические свойства ферментной метки. Однако такая схема анализа усложняет его проведение из-за введения дополнительных стадий. Данный метод применяется для качественного и количественного выявления, например, опиатов (морфин, героин), каннабиноидов (марихуана, гашиш), амфетаминов и метамфетаминов, барбитуратов.

### Гомогенный ИФА
В 1972 г Рубеншетейн с сотрудниками разработали новый подход с проведением всего анализа без твёрдой фазы. Метод получил название гомогенного ИФА (англ. «EMIT» — enzyme multiplied immunoassay technique) и был основан на учёте различий каталитических свойств ферментной метки в свободном виде и в иммунохимическом комплексе. Регистрируется концентрация не образующегося специфического комплекса антиген-антитело, как в гетерогенном ИФА, а оставшихся свободными центров специфического связывания фермента (ф). Применяется, как правило, для определения низкомолекулярных субстанций. Все гомогенные методы относятся к конкурентным и основаны на одновременном взаимодействии с антителами анализируемого (АГ) и активного меченого ферментом антигенов (АГф).
Активность фермента ингибируется антителом при образовании иммунного комплекса антиген-антитело (АГф-АТ): молекула ф претерпевает стерические изменения, из-за чего субстрат не может соединиться с активным центром, и скорость реакции снижается на 95 %. Если концентрация анализируемого АГ в пробе велика, большое количество внесённых антител связывается именно с ним, а не с АГф, и останется много активных свободных АГф, способных гидролизовать высокомолекулярный субстрат. В данном случае будет наблюдаться прямая зависимость между концентрацией АГ и измеряемым сигналом.
В противоположность гетерогенным схемам, наблюдаемая ферментативная активность, соответствующая концентрации незанятых мест специфического связывания, может как уменьшаться, так и увеличиваться, что обусловлено различной природой воздействия связывания лигандов на ферментнативную активность. Наряду с ферментами, в гомогенном ИФА в качестве метки могут быть использованы модуляторы (М) ферментов, способные подавлять или стимулировать активность реакций. При положительной модуляции фермента свободный АГ, находящийся в тестируемом образце, конкурируя с АГ-М-ф за связывание с антителами, добавленными в ограниченном количестве, ведёт к увеличению концентрации АГ-М-ф и тем самым способствует протеканию ферментативной реакции. Напротив, с отрицательным модулятором активность фермента будет снижаться по мере возрастания свободного АГ в тестируемом образце.
На основе данного подхода были разработаны наборы для определения широкого круга токсических, наркотических и лекарственных средств. Существенным достоинством EMIT-анализа являются возможность использования малых объёмов анализируемого образца (5-50 мкл) и высокая скорость определения (2—5 мин), обусловленная отсутствием стадии разделения свободного и меченого анализируемого соединения. К недостаткам метода следует отнести меньшую чувствительность, чем в гетерогенном ИФА (~ 1 мкг/мл), и возможность определения только низкомолекулярных антигенов. (недоступная ссылка)

### Особенности и проблемы ИФА
Как любые иммунохимические методы анализа, ИФА может давать ложноположительные и ложноотрицательные результаты.
Например, ложноположительные результаты при определении антител к различным инфекциям могут возникнут за счёт ревматоидного фактора, представляющего собой иммуноглобулин M против собственных иммуноглобулинов G человека; за счёт антител, образующихся при различных системных заболеваниях, нарушениях обмена или приёме лекарственных препаратов; у новорождённых такие ложноположительные реакции могут возникать за счёт образования в организме ребёнка M-антител к иммуноглобулину G матери. Помимо этого, причиной ложноположительных результатов может быть синдром поликлональной активации. При этом, особые вещества — суперантигены — неспецифически стимулируют выработку B-лимфоцитами антител к различным инфекциям. Практически это выражается в неспецифическом нарастании титра антител сразу ко многим возбудителям.
Ложноотрицательные результаты при определении антител могут быть обусловлены состояниями иммунодефицита, а также техническими ошибками при постановке реакции.
Таким образом, за счёт несомненных преимуществ: удобства в работе, быстроты, объективности за счёт автоматизации учёта результатов, возможности исследования иммуноглобулинов различных классов (что важно для ранней диагностики заболеваний и их прогноза) — иммуноферментный анализ в настоящее время является одним из основных методов лабораторной диагностики.

## Основные типы тест-систем в зависимости от используемых антигенов
В зависимости от того, какие антигены используются, иммуноферментные тест-системы подразделяют на:
1. Лизатные — в которых используется смесь нативных антигенов (лизированный или обработанный ультразвуком возбудитель инфекции, полученный в культуре);
2. Рекомбинантные — в которых используются полученные генно-инженерным способом белки-аналоги определённых белковых антигенов возбудителя;
3. Пептидные — использующие химически синтезированные фрагменты белков.

Общее направление развития ИФА-диагностикумов — это направление от лизатных тест-систем, которые принято называть тест-системами первого поколения, к рекомбинантным и пептидным.
Технология получения рекомбинантных белков позволяет получить в достаточно чистом виде аналог практически любого отдельного антигена.
Для создания высококачественной рекомбинантной тест-системы необходимо из всего антигенного многообразия возбудителя выбрать антигены, которые были бы иммуногенными (то есть, в организме инфицированного человека должны вырабатываться антитела к этим антигенам) и высоко специфичными (то есть, характерными лишь для данного возбудителя и, по возможности, не дающими перекрёстных реакций с антителами к другим антигенам).
Кроме того, большое значение имеет качество очистки рекомбинантных белков.
В идеальном случае возможно получение рекомбинантной тест-системы практически со 100 % специфичностью при высокой чувствительности.
На практике этого не всегда удаётся достичь, однако специфичность лучших рекомбинантных тест-систем приближается к 100 %.
На данное время, на основании пептидного иммунноферментного анализа, можно сказать, успешно реализован квантифероновый тест для быстрой и высокоточной диагностики туберкулёза.

## Перспективы и развитие метода
Одна из важных задач — поиск подходов, позволяющих значительно сократить время проведения анализа при сохранении высокой чувствительности. Один из таких подходов — перевод анализа в кинетический режим, что реализуется созданием автоматических устройств, основанных на проведении реакции в проточных системах.
Широкие возможности открывает использование моноклональных антител, специфичных строго к определённому антигенному участку анализируемого соединения. Путём подбора соответствующих антител можно создавать довольно сложные иммунохимические системы, позволяющие идентифицировать соединения самого разнообразного круга.
Метода ИФА находится в постоянном развитии. С одной стороны, расширяется число объектов исследования, с другой — углубляются и совершенствуются методы самого анализа. Это приводит к тому, что упрощается схема анализа, сокращается время его проведения, уменьшается расход реагентов. Идёт постоянный поиск всё новых и новых ферментов, используемых в качестве маркеров. Всё возрастающее влияние на ИФА оказывают химия высокомолекулярных соединений, клеточная и генная инженерия, под влиянием которых меняются технологии получения реагентов для ИФА. Так, если до внедрения генно-инженерных методов приходилось выделять антитела из биологических сред (а хорошая очистка требует существенных затрат и времени, и реагентов и ресурса оборудования), то в настоящее время есть возможность использовать клетки насекомого (сверчка, цикады, таракана) или E. coli для производства требуемого рекомбинантного белка, который при сохранении требуемых биологических свойств вдобавок получается сравнительно чистым, так что его значительно проще выделить из смеси и сохранить в стабилизирующем растворе.